# Otto Abel
Otto Abel (Kloster Reichenbach, 1824 – Leonberg, 1854) è stato uno storico tedesco.

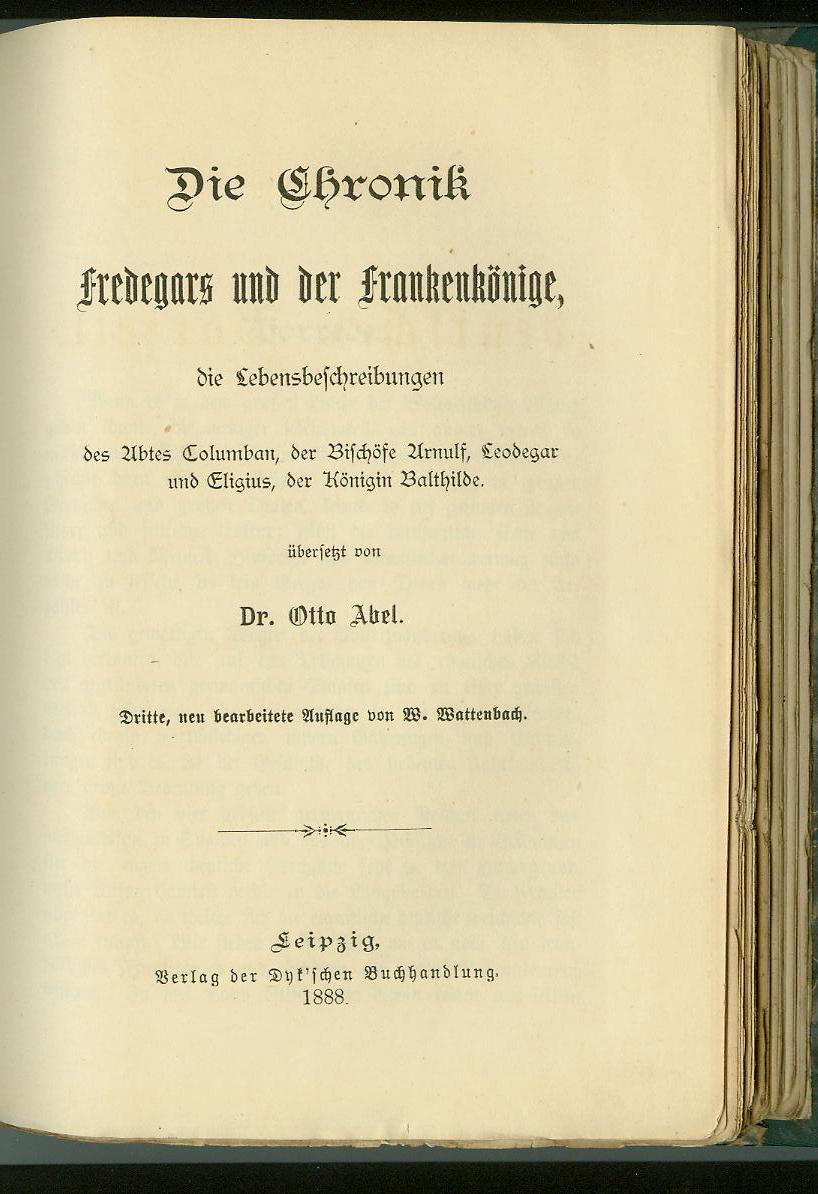
Die Chronik Fredegars und der Frankenkönige, die Lebensbeschreibungen des Abtes Columban, der Bischöfe Arnulf, Leodegar und Eligius, der Königin Balthilde.

Fece parte della scuola di Friedrich Christoph Dahlmann e fu fautore attivo, nel 1848, di un impero liberale. Deluso dagli avvenimenti, passò a collaborare ai Monumenta Germaniae Historica mentre meditava un'opera su Federico II di Svevia, di cui, per la morte improvvisa dello stesso Otto Abel, non uscirono che alcuni saggi.

## Opere
- 1852 – König Philipp der Hohenstaufen
- 1856 – Kaiser Otto IV, und König Friederich II